# جو كوهن
جو كوهن (بالإنجليزية: Joe Cohen)‏ هو لاعب كرة قدم أمريكية أمريكي، ولد في 6 يونيو 1984 في ملبورن في الولايات المتحدة.

## وصلات خارجية
- جو كوهن على موقع مرجع كرة القدم المحترفة.كوم (الإنجليزية)